# برج الحاكم
برج الحاكم (بالكورية: 신의 탑، نقحرة: sin-ui tab تُلفظ سيني تاب) أو برج السيد، هي مانهوا ويبتونز كورية جنوبية على شبكة الإنترنت مكتوبة ومصورة من قبل «إس آي يو»، أنتجتها شركة نافير، وبدأ إصدارها في 30 يونيو 2010، وجُمعت ونُشرت في مجلدين في أبريل 2020. وحصلت على ترجمة إنجليزية رسمية سنة 2014.
حُولت إلى مسلسل أنمي ياباني تلفزيوني من إنتاج طوكيو موفي شينشا، وعرض لأول مرة في 1 أبريل 2020 على نافير سيريس أون. وعُرض أول مرة على التلفزيون الياباني في نفس الليلة في الساعة 12:30 صباحًا بتوقيت اليابان، كمل يُعرض على كرانشي رول.

## القصة
صبي قضى معظم حياته محاصرًا تحت برج شاسع وغامض، مع صديقته المقربة فقط «راهيل»، وفجأة تقرر راهيل خوض تجربة الصعود إلى البرج، ويحاول إثنائها عن ذلك، ثم يحاول الصعود إلى البرج هو أيضًا في سبيل البحث عنها، ويواجه تحديات في كل طابق من هذا البرج بينما يحاول العثور على أقرب رفيقة له.
مع تقدم القصة يستكشف القارئ تدريجيًا تقاليد وتاريخ ودوافع الشخصيات التي تحاول تغيير مصير البرج لأكثر من 10000 عام. يتم الكشف عن الألغاز وإضافتها تدريجيًا، حيث يتعرف القراء على صراعات وانتصارات سكان البرج.

## = مراجع
1. ↑  مذكور في: شركة نافير.
2. ↑  "AniList" (بالإنجليزية). Retrieved 2022-12-24.
3. ↑  Ji-seon, Lim (17 Oct 2013). [0.03% probability, build a ‘Tower of God’ by ‘Hand of God’]. Hani.co.kr (بالكورية). Frankfurt: The Hankyoreh https://web.archive.org/web/20191028215501/http://www.hani.co.kr:80/arti/culture/book/607516.html. Archived from the original on 2019-10-28. Retrieved 2014-02-13. {{استشهاد بخبر}}: |trans-title= بحاجة لـ |title= أو |script-title= (help), |مسار أرشيف= بحاجة لعنوان (help), and الوسيط |عنوان أجنبي= and |عنوان مترجم= تكرر أكثر من مرة (help)
4. ↑  "Popular Mobile Webcomic Service, LINE Webtoon, Debuts in the United States and Worldwide". بي آر نيوزواير  [لغات أخرى]‏. 2 يوليو 2014. مؤرشف من الأصل في 2019-12-07. اطلع عليه بتاريخ 2020-04-29.{{استشهاد بخبر}}:  صيانة الاستشهاد: علامات ترقيم زائدة (link)
5. ↑  Hodgkins، Crystalyn (25 فبراير 2020). "Crunchyroll Unveils 7 'Crunchyroll Originals' Works Including Tower of God, Noblesse, God of High School". شبكة أخبار الأنمي. مؤرشف من الأصل في 2020-05-21. اطلع عليه بتاريخ 2020-02-25.
6. ↑  "SIU Blogpost". نافير. مؤرشف من الأصل في 2020-05-25.

## وصلات خارجية
- برج الإله على موقع IMDb (الإنجليزية)
- برج الإله على موقع ليتربوكسد (الإنجليزية)
- برج الإله على موقع كينوبويسك (الروسية)
- برج الإله على موقع قاعدة بيانات الفيلم (الإنجليزية)